# Джента, Марио
Марио Джента (итал. Mario Genta; 1 марта 1912, Турин — 1993) — итальянский футболист, полузащитник. Чемпион мира 1938 года.

## Биография
Марио Джента начал карьеру в клубе «Ювентус», дебютировав за клуб 18 июня 1933 года в матче с «Дженоа», который завершился поражением «Юве» 2:3, в следующем сезоне для Дженты места в составе не находилось, а потому в 1934 году он перешёл в клуб серии В «Павия». В «Павии» Джента провёл 1 сезон и перешёл в клуб «Дженоа», там он выступал до 1946 года, с перерывом с 1943 по 1945, когда чемпионат Италии не проводился, выйдя на поле в 222 матчах чемпионата и забив в них 7 голов. Завершил карьеру Джента в клубе серии В «Прато», с которым в 1948 году вылетел в серию С, но через год вернулся во второй итальянский дивизион.
В 1938 году Джента, ещё ни разу не выступавший за сборную Италии, был взят Витторио Поццо на Чемпион мира, там он не сыграл ни одной минуты, но стал, вместе с командой, чемпионом мира. Дебютировал в сборной Джента 26 марта 1939 года в матче со сборной Германии во Флоренции, в котором итальянцы выиграли 3:2, а 26 ноября того же года, уже в Берлине он сыграл свой второй и последний матч за сборную, на этот раз выиграли немцы 5:2.

## Достижения
- Чемпион Италии: 1933
- Обладатель кубка Италии: 1936
- Чемпион мира: 1938